# Tour de France 1962
| 49. Tour de France 1962 – Endstand |                       |                           |
| Streckenlänge                      | 22 Etappen, 4273,5 km | 22 Etappen, 4273,5 km     |
| Toursieger                         | Jacques Anquetil      | 114:31:54 h (37,313 km/h) |
| Zweiter                            | Joseph Planckaert     | + 4:59 min                |
| Dritter                            | Raymond Poulidor      | + 10:24 min               |
| Vierter                            | Gilbert Desmet        | + 13:01 min               |
| Fünfter                            | Ab Geldermans         | + 14:04 min               |
| Sechster                           | Tom Simpson           | + 17:09 min               |
| Siebenter                          | Imerio Massignan      | + 17:50 min               |
| Achter                             | Ercole Baldini        | + 19:00 min               |
| Neunter                            | Charly Gaul           | + 19:11 min               |
| Zehnter                            | Eddy Pauwels          | + 23:04 min               |
| Grünes Trikot                      | Rudi Altig            | 173 P.                    |
| Zweiter                            | Emile Daems           | 144 P.                    |
| Dritter                            | Jean Graczyk          | 140 P.                    |
| Bergwertung                        | Federico Bahamontes   | 137 P.                    |
| Zweiter                            | Imerio Massignan      | 77 P.                     |
| Dritter                            | Raymond Poulidor      | 70 P.                     |
| Teamwertung                        | Saint-Raphaël-Helyett | Saint-Raphaël-Helyett     |

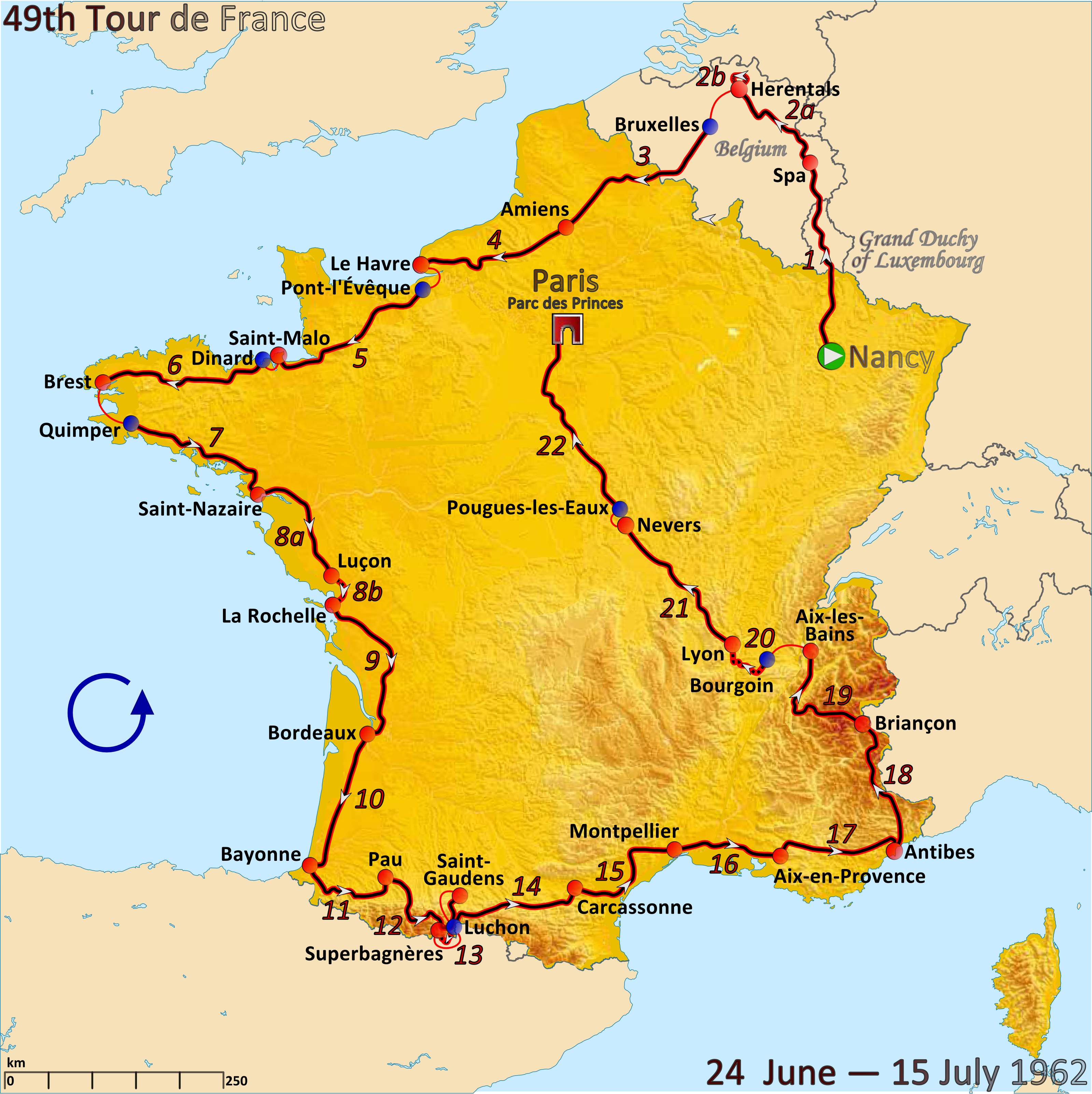
Streckenkarte der Tour de France 1962

Die 49. Tour de France fand vom 24. Juni bis zum 15. Juli 1962 statt und führte auf 22 Etappen über 4.274 km. Zum ersten Mal seit 1929 gingen keine National- und Regionalteams, sondern Radsportteams, die von Unternehmen unterstützt werden, an den Start. Es nahmen 150 Rennfahrer an der Rundfahrt teil, von denen 94 klassifiziert wurden.

## Rennverlauf
Die Tour begann mit einem deutschen Etappensieg, Rudi Altig gewann das erste Teilstück und konnte nach einem weiteren Etappensieg auf der dritten Etappe einige Tage im Gelben Trikot fahren. Altig erzielte insgesamt drei Etappensiege und gewann das Grüne Trikot.
Raymond Poulidor, der vor dem Start der Tour die französische Meisterschaft sowie Mailand-San Remo gewonnen hatte, war am Start durch eine gebrochene Hand beeinträchtigt und verlor auf der ersten Etappe bereits acht Minuten. Er konnte sich im Laufe der Rundfahrt jedoch steigern und gewann die schwere Bergetappe nach Aix-les-Bains. Am Ende belegte er in der Gesamtwertung den dritten Platz.
Vorjahressieger Jacques Anquetil aus Frankreich gewann wie schon 1961 zwei Zeitfahren, doch erst mit dem zweiten Erfolg konnte er drei Tage vor dem Ende der Rundfahrt die Führung übernehmen. Zuvor war Anquetil defensiv gegen die besseren Bergfahrer wie Federico Bahamontes, der zum vierten Mal die Bergwertung gewann, gefahren.
Anquetils schärfster Konkurrent um den Gesamtsieg war jedoch der Belgier Joseph Planckaert, der das Gelbe Trikot in den Pyrenäen übernommen hatte. Erst durch seinen Sieg im letzten Zeitfahren, in dem er Poulidor und Planckaert jeweils über fünf Minuten abnahm, machte Anquetil seinen dritten Toursieg perfekt. Der Franzose stellte bei seinem Sieg auch noch einen neuen Geschwindigkeitsrekord auf: Er war im Durchschnitt 37,306 km/h schnell.

## Die Etappen
| Etappen       | Tag      | Start – Ziel                     | km         | Etappensieger        | Gelbes Trikot    |
| ------------- | -------- | -------------------------------- | ---------- | -------------------- | ---------------- |
| 1. Etappe     | 24. Juni | Nancy – Spa (BEL)                | 253        | Rudi Altig           | Rudi Altig       |
| 2. Etappe (a) | 25. Juni | Spa (BEL) – Herentals (BEL)      | 147        | André Darrigade      | André Darrigade  |
| 2. Etappe (b) | 25. Juni | Herentals (BEL)- Herentals (BEL) | 23 (MZF)   | Flandria-Faema       | André Darrigade  |
| 3. Etappe     | 26. Juni | Brüssel (BEL) – Amiens           | 210        | Rudi Altig           | Rudi Altig       |
| 4. Etappe     | 27. Juni | Amiens – Le Havre                | 196,5      | Willy Vanden Berghen | Rudi Altig       |
| 5. Etappe     | 28. Juni | Pont-l’Évêque – Saint-Malo       | 215        | Emile Daems          | Rudi Altig       |
| 6. Etappe     | 29. Juni | Dinard – Brest                   | 235,5      | Robert Cazala        | Ab Geldermans    |
| 7. Etappe     | 30. Juni | Quimper – Saint-Nazaire          | 201        | Hubertus Zilverberg  | Ab Geldermans    |
| 8. Etappe (a) | 1. Juli  | Saint-Nazaire – Luçon            | 155        | Mario Minieri        | André Darrigade  |
| 8. Etappe (b) | 1. Juli  | Luçon – La Rochelle              | 43 (EZF)   | Jacques Anquetil     | André Darrigade  |
| 9. Etappe     | 2. Juli  | La Rochelle – Bordeaux           | 214        | Antonio Bailetti     | Willy Schroeders |
| 10. Etappe    | 3. Juli  | Bordeaux – Bayonne               | 184,5      | Willy Vannitsen      | Willy Schroeders |
| 11. Etappe    | 4. Juli  | Bayonne – Pau                    | 155,5      | Eddy Pauwels         | Willy Schroeders |
| 12. Etappe    | 5. Juli  | Pau – Saint-Gaudens              | 207,5      | Robert Cazala        | Tom Simpson      |
| 13. Etappe    | 6. Juli  | Luchon – Superbagnères           | 18,5 (EZF) | Federico Bahamontes  | Jozef Planckaert |
| 14. Etappe    | 7. Juli  | Luchon – Carcassonne             | 215        | Jean Stablinski      | Jozef Planckaert |
| 15. Etappe    | 8. Juli  | Carcassonne – Montpellier        | 196,5      | Willy Vannitsen      | Jozef Planckaert |
| 16. Etappe    | 9. Juli  | Montpellier – Aix-en-Provence    | 185        | Emile Daems          | Jozef Planckaert |
| 17. Etappe    | 10. Juli | Aix-en-Provence – Juan-les-Pins  | 201        | Rudi Altig           | Jozef Planckaert |
| 18. Etappe    | 11. Juli | Juan-les-Pins – Briançon         | 241,5      | Emile Daems          | Jozef Planckaert |
| 19. Etappe    | 12. Juli | Briançon – Aix-les-Bains         | 204,5      | Raymond Poulidor     | Jozef Planckaert |
| 20. Etappe    | 13. Juli | Bourgoin – Lyon                  | 68 (EZF)   | Jacques Anquetil     | Jacques Anquetil |
| 21. Etappe    | 14. Juli | Lyon – Pougues-les-Eaux          | 232        | Dino Bruni           | Jacques Anquetil |
| 22. Etappe    | 15. Juli | Nevers – Paris                   | 271        | Rino Benedetti       | Jacques Anquetil |